# Залізняк Володимир
Володимир Залізняк (нар. 1895 — пом. ?) — український інженер-хімік, діяч УПСР.

## Історія
У 1918—1920 роках — урядовець посольства УНР у Відні і Гельсінкі. Діяч УПСР.
У 1924 році повернувся до УРСР, де працював викладачем Київського інституту народної освіти. У 1930-х роках заарештований. Подальша доля невідома.